# كروملين (دبلن)
كروملين (بالأيرلندية: Cromghlinn) هي إحدى ضواحي ساوثسايد في دبلن، أيرلندا. كانت في السابق منطقة ريفية، وقد تم تشييدها بشكل كبير من أوائل القرن العشرين فصاعدًا. كروملين هو موقع أكبر مستشفى للأطفال في أيرلندا، وهو مستشفى مستشفى سيدتنا للأطفال.